# Biovičino Selo
Biovičino Selo är en ort i Kroatien.   Den ligger i länet Šibenik-Knins län, i den södra delen av landet, 200 km söder om huvudstaden Zagreb. Biovičino Selo ligger 273 meter över havet och antalet invånare är 223.
Terrängen runt Biovičino Selo är platt åt sydost, men åt nordväst är den kuperad. Runt Biovičino Selo är det ganska glesbefolkat, med 26 invånare per kvadratkilometer. Närmaste större samhälle är Kistanje, 8,8 km sydost om Biovičino Selo. Trakten runt Biovičino Selo består till största delen av jordbruksmark.